# Eucharia alero
Eucharia alero är en fjärilsart som beskrevs av H.Lucas 1858. Eucharia alero ingår i släktet Eucharia och familjen björnspinnare. Inga underarter finns listade i Catalogue of Life.